# Filosofía perenne
La filosofía perenne  (en latín: philosophia perennis), llamada también perennialismo o sabiduría perenne, es una escuela de pensamiento en filosofía y espiritualidad que sostiene que la recurrencia de temas comunes en las religiones del mundo ilumina verdades universales sobre la naturaleza de la realidad, la humanidad, la ética y la conciencia. La noción de filosofía perenne sugiere la existencia de un conjunto universal de verdades y valores comunes a todos los pueblos y culturas. Algunos perennialistas hacen hincapié en temas comunes en experiencias religiosas y tradiciones místicas a través de las épocas y culturas, mientras que otros sostienen que las tradiciones religiosas comparten una única verdad u origen metafísico a partir del cual se han desarrollado todos los conocimientos y doctrinas esotéricos y exotéricos.
El perennialismo tiene sus raíces en el interés renacentista por el neoplatonismo y su idea del Uno, del que surge toda existencia. Marsilio Ficino (1433-1499) trató de integrar el hermetismo con el pensamiento griego y cristiano, discerniendo una prisca theologia que podría encontrarse en todas las épocas. Giovanni Pico della Mirandola (1463-1494) sugirió que la verdad podía encontrarse en muchas tradiciones, y no sólo en dos, y propuso una armonía entre el pensamiento de Platón y Aristóteles, notando aspectos de la prisca theologia en la obra de Averroes, el corán, la cábala y otras fuentes. Agostino Steuco (1497-1548) acuñó el término philosophia perennisen el siglo XVI, en su libro titulado: De perenni philosophia libri X (1540), en el que la filosofía escolástica es vista como el pináculo de la sabiduría cristiana, a la cual todas las demás corrientes filosóficas apuntan de una manera u otra. La idea fue posteriormente asumida por el filósofo y matemático alemán Gottfried Leibniz, quien la usó para designar la filosofía común y eterna que subyace tras todas las religiones y, en particular, tras las corrientes místicas dentro de ellas. Este término fue popularizado, de forma más reciente, por Aldous Huxley en su libro de 1945 La filosofía perenne. La expresión «filosofía perenne» también se ha usado como una traslación del concepto hindú de Sanatana Dharma, la "verdad o norma eterna e inmutable".
La existencia de una filosofía perenne es el principio fundamental del tradicionalismo, formalizado en los escritos de René Guénon. El erudito y escritor indio Ananda Coomaraswamy, asociado con el tradicionalismo, también escribió extensamente sobre este tema. En España, la filosofía perenne tiene en la figura y extensa obra del filósofo y escritor pacense Antonio Medrano uno de sus máximos exponentes. 

## Principios fundamentales
De acuerdo con los fundamentos de la filosofía perenne, los pueblos de diversas culturas y épocas han experimentado y registrado percepciones comparables sobre la naturaleza de la realidad, el ego, el mundo y el significado y propósito de la existencia. Estas similitudes apuntan a unos principios universales subyacentes, los cuales forman la base común de la mayoría de las religiones. Las diferencias entre estas percepciones fundamentales surgen de las diferencias en las culturas humanas y se pueden explicar a la luz de tales condicionamientos culturales.
Entre estas percepciones, están las siguientes afirmaciones:
- El mundo físico o fenomenológico no es la única realidad; existe otra realidad no-física. El mundo material es la sombra de una realidad superior, la cual no puede ser abarcada por los sentidos; pero el espíritu y el intelecto humano dan testimonio de ello, en su más profunda esencia.
- El ser humano refleja la naturaleza de esta realidad de dos caras: mientras el cuerpo material está sujeto a las leyes físicas del nacimiento y la muerte, el otro aspecto de la existencia humana no está sometido a la decadencia o a la pérdida y es idéntico al intelecto o al espíritu, que es el núcleo del alma humana. En el occidente moderno, este segundo aspecto o realidad ha sido frecuentemente pasado por alto o ignorado.
- Todos los humanos poseen una capacidad, la cual ―sin embargo― no es usada y, por tanto, está atrofiada para la percepción intuitiva de la verdad última o absoluta y la naturaleza de la realidad. Esta percepción es la meta final de los seres humanos y su ejercicio y desarrollo son el propósito de sus existencias. Las grandes religiones intentan establecer (o restablecer) la conexión entre el alma humana y esta última y más alta realidad. Dicha realidad, en las religiones procedentes de Abraham (Judaísmo, Cristianismo e Islam), es llamada Dios; Dios es el principio absoluto, desde el cual toda existencia es originada y al cual toda existencia retornará. En las religiones no-teístas, tales como el Budismo, Jainismo y Taoísmo, lo último o lo absoluto está caracterizado de una manera un tanto diferente.[cita requerida]

Se piensa que estas percepciones globales son válidas o fiables, debido a su consistencia y a las similitudes entre ellas, a pesar de sus, a menudo, orígenes independientes.
De acuerdo con Aldous Huxley, la filosofía perenne es la metafísica que reconoce una Realidad divina sub-stancial al mundo material, a la vida y a las mentes; la psicología que encuentra en el alma algo similar o, incluso, idéntico a esa Realidad divina; la ética que sitúa el objetivo final del hombre en el conocimiento de la Base inmanente y transcendente de todos los seres, lo que es inmemorial y universal. Los rudimentos de la filosofía perenne se pueden rastrear entre la tradición popular de pueblos primitivos, en todas las regiones del mundo y en sus formas completamente desarrolladas, las cuales han tenido su eco en cada una de las grandes religiones. (La filosofía perenne, p. vii.)
La Filosofía Perenne también es un concepto principal dentro de la Teoría Integral de Ken Wilber (1;2;3). Estudioso de la conciencia humana, ha establecido distintas graduaciones o niveles por las que un individuo o sociedad transita, fácilmente identificables por sus reacciones, actitudes y comportamientos. Su fundamento son las creencias y los valores. Estos niveles se construyen por el trazado sucesivo de fronteras o divisiones ilusorias en la realidad. Éstas afectan la identidad, el yo, enfermando. El verdadero ser quedaría así escindido de la conciencia primigenia, pura y unitiva: la conciencia de unidad-totalidad. En Wilber, la Filosofía Perenne sería la herencia memética universal humana y profunda, referida a verdades fundantes, a la condición intrínseca de dignidad del Hombre y el acceso a estructuras profundas mentales de conciencia, unidas a la espiritualidad. Su resultado es la existencia de aspectos comunes a todas las tradiciones espirituales de todo el mundo, probando la existencia de la conciencia unidad-totalidad.